# Grant Williams
Grant Williams (18 de agosto de 1931 – 28 de julio de 1985) fue un actor y cantante de ópera de nacionalidad estadounidense. Es sobre todo recordado por su interpretación como Scott Carey en el film de ciencia ficción The Incredible Shrinking Man (1957).

## Biografía

### Inicios
Su nombre completo era John Grant Williams, y nació en Nueva York. De padre escocés y madre irlandesa, Williams empezó a actuar en representaciones teatrales veraniegas cuando era todavía un niño. Tras graduarse en la high school, se alistó en la Fuerza Aérea de los Estados Unidos, sirviendo entre 1948 y 1952, antes y durante la guerra de Corea. Fue licenciado con el empleo de sargento. Después estudió en el Queens College, en Flushing (Nueva York), en la Universidad de Illinois en Urbana-Champaign (Illinois) y, finalmente, en el City College de Nueva York.

### Carrera
Williams fue en sus inicios cantante, y actuó como tal durante cinco temporadas con la New York City Opera. En 1959 interpretó al Tenor Bufo en el estreno mundial de la ópera de Hugo Weisgall Six Characters in Search of an Author. Williams también cantó con la Coral Robert Shaw y tocó el piano de manera profesional. Más adelante se interesó por la actuación, entrando en el Actors Studio de Nueva York bajo dirección de Lee Strasberg. Tras varios pequeños papeles en el circuito de Broadway y en televisión, fue descubierto por un cazatalentos en Kraft Television Theater en 1954, siendo contratado por Universal Pictures dos años después. Ese mismo año hizo su debut en el cine con el film Red Sundown.

En su papel más destacado, el de Scott Carey en su séptima película, The Incredible Shrinking Man (1957), Williams actuó junto a Randy Stuart, que encarnaba a su esposa. A pesar de las buenas críticas y del éxito de la cinta, su carrera continuó con papeles deslucidos. Universal Pictures finalizó su contrato en 1959, firmando en 1960 con Warner Brothers, compañía para la cual tuvo el papel del detective privado Greg McKenzie en la serie televisiva Intriga en Hawái, emitida por ABC, coprotagonizada por Robert Conrad, Anthony Eisley, y Connie Stevens. Después hizo varias actuaciones cinematográficas y televisivas, entre ellas el personaje de un asesino en el film The Couch, pero la fama seguía eludiéndole. Hizo dos actuaciones como actor invitado en la serie Perry Mason, en 1964 en el episodio "The Case of the Ruinous Road", y en 1965 en "The Case of the Baffling Bug". También trabajó en 1965 en la serie Bonanza, en la entrega "Patchwork Man,"  así como en el episodio de 1960 "Escape to Ponderosa".
Al declinar su carrera de actor, Williams abrió una escuela de arte dramático en Hollywood, escribiendo además varios libros sobre actuación. Aun así, continuo actuando de manera occasional en el cine y la televisión. Su última película estrenada fue La Máquina del Día del Juicio Final (1972), que realmente se había rodado en 1969, lo cual significa que su postrera actuación en el cine tuvo lugar con Brain of Blood (1972).
Finalizó su carrera televisiva interviniendo en 1983 en el concurso Family Feud junto a otros miembros del reparto de Intriga en Hawái.

### Vida personal
Grant Williams falleció el 28 de julio de 1985, a causa de una peritonitis, en el Hospital del Departamento de Asuntos de los Veteranos de los Estados Unidos en Los Ángeles, California.  Fue enterrado en el Cementerio Nacional de Los Ángeles. Williams nunca se casó, y le sobrevivió un hermano. Fue primo de la cantante escocesa de ópera Mary Garden.

## Filmografía
- Red Sundown (1956)
- Away All Boats (1956)
- Outside the Law (1956)
- Showdown at Abilene (1956)
- Written on the Wind (1956)
- Four Girls in Town (1957)
- The Incredible Shrinking Man (1957)
- The Monolith Monsters (1957)
- Lone Texan (1959)
- 13 Fighting Men (1960)
- The Leech Woman (1960)
- Susan Slade (1961)
- The Couch (1962)
- PT 109 (1963)
- How's Your Love Life? (1971)
- Brain of Blood (1972)
- La Máquina del Día del Juicio Final